# Zachowanie instynktowe
Zachowanie instynktowe – termin stosowany w etologii dla określenia zachowania sterowanego przez instynkt. Przymiotnik instynktowe wprowadzono dla odróżnienia od powszechnie stosowanego w różnych dziedzinach, wieloznacznie rozumianego przymiotnika instynktowne.